# Varicus
 Varicus é um género de peixe da família Gobiidae e da ordem Perciformes.

## Espécies
- Varicus bucca (Robins & Böhlke, 1961)[3]
- Varicus fisheri (Herre, 1942)[4]
- Varicus imswe (Greenfield, 1981)[5][6]
- Varicus marilynae (Gilmore, 1979)[7][8][9][10][11][12][13][14]